# NGC 1968
NGC 1968 ist ein offener Sternhaufen und Nebel in der Großen Magellanschen Wolke im Sternbild Schwertfisch.
Entdeckt wurde das Objekt am 2. Januar 1837 von dem Briten John Herschel.